# José Manuel Bermúdez Esparza
José Manuel Bermúdez Esparza (Las Palmas de Gran Canaria; 23 de octubre de 1966) es un político español. Alcalde de Santa Cruz de Tenerife entre 2011-2019. Tras la moción de censura aprobada el 13 de julio de 2020, ha vuelto a tomar el mando de la ciudad de Santa Cruz de Tenerife.

## Biografía
Nacido en Las Palmas de Gran Canaria se trasladó junto a sus padres a vivir a la isla de Tenerife poco después de nacer. La familia paterna venía de Lanzarote y la materna es una muy conocida familia de Agaete.  
Estudió Derecho en la Universidad de La Laguna porque en su opinión era la mejor manera de acceder al periodismo o la política. Con dieciocho años, y en contra de los deseos de su padre, que prefería que se centrase en los estudios, se afilió a Agrupación Tinerfeña de Independientes (ATI). 
Fue fundador de las juventudes de ATI, donde ha ocupado siempre cargos en los órganos decisorios del partido y ha desarrollado su labor pública en diferentes áreas del Cabildo de Tenerife. Además es vicepresidente primero del Cabildo de Tenerife. Desde el 11 de junio de 2011 hasta el 15 de junio de 2019 fue el alcalde de la ciudad de Santa Cruz de Tenerife.
En todas las elecciones municipales en las que él se presentó como candidato, su partido ganó. En las elecciones municipales de 2019 en Santa Cruz de Tenerife, Coalición Canaria obtuvo sus mejores resultados en la capital con él al frente, obtuvo diez concejales, pero Patricia Hernández Gutiérrez pactó con Podemos y con Ciudadanos la alcaldía de Santa Cruz. Pasó a la oposición, perdiendo la alcaldía tras cuarenta años de gobiernos de CC.
El 13 de julio de 2020 recupera el bastón de mandos de la ciudad convirtiéndose de nuevo en Alcalde de Santa Cruz de Tenerife, tras una moción de censura apoyada por los concejales de CC, PP y la concejal de Ciudadanos, Evelyn Alonso, desoyendo las directrices de su partido.